# 葡萄牙公民證
葡萄牙公民證（葡萄牙語：Cartão de cidadão）是葡萄牙政府向其公民發行的身份證明文件。該卡取代了以前的幾份文件，其中包括葡萄牙國民身份證、社會保障卡、國民健康服務卡、納稅人卡和選民登記卡。公民證於2006年中首次在亞速爾群島發行。此外，葡萄牙公民證在澳門通稱為「葡萄牙認別證」。
公民證可以在歐洲（俄羅斯、白俄羅斯和烏克蘭除外）、埃及、法國海外領土、格魯吉亞、蒙塞拉特島（最多14天）、土耳其、約旦（只限在亞喀巴的海珊國王國際機場入境的旅行團）、突尼西亞（只限旅行團）等地方用作旅行證件。

### 2024年版公民證
根據欧洲议会和欧洲联盟理事会2019年6月20日頒布的第2019/1157號條例（歐盟）以及新安全標準要求，葡萄牙政府於2024年6月10日起开始簽发新版式公民證。新證件以非接觸式技術芯片確保更高安全性，能在公共部門和私人部門使用，而無需使用读卡器。

## 介紹
公民證（根據2月5日第7/2007號法律第6條第1款的規定）是“一種具備多項身份識別功能的文件，當中包含一個可供光學讀數之用的特定區域，以及集成電路”，以允許公民能安全地當場識別身份，甚至可於電腦化服務中識別身份和對電子文件進行身份驗證。能出示有效的現行公民證（或有效的認別證）乃簽發葡萄牙護照的一項主要先決條件。
公民證具有“智能卡”的格式，並將下列文件結合於單一文件內：
1. 身份證
2. 稅務識別編號；
3. 社會保障識別編號；
4. 醫療服務用戶編號。

在國家領土的情況下，公民證仍是選民登記的證明。
公民證正面顯示相片及民事方面的識別資料，而背面則具備結合於該證的（且被該證所取代的）各機關的證件內所載有的識別編號，以及具備可供光學讀數之用的區域和芯片。
公民證包含一個芯片，以允許存儲數字證書（以便作身份驗證和電子簽名之用）。另外，除存儲公民證上所顯示的相同資料外，仍可存儲其他補充資料，尤其地址。